# King ov Hell
Tom Cato Visnes, (Bergen, 27 de novembro de 1974) mais conhecido como King ov Hell ou simplesmente King, é um músico norueguês. Ele é mais conhecido como o ex-baixista da banda de black metal Gorgoroth, e como membro de Audrey Horne, Sahg, I, Ov Hell, God Seed, Abbath, Jotunspor e Temple of the Black Moon.

## Biografia
King entrou para a banda de black metal Gorgoroth, com sede em Bergen, como baixista em 1999, pouco antes da gravação de seu quinto álbum, Incipit Satan. Em 2002, ele co-fundou a banda de rock Audrey Horne. King escreveu a maioria das músicas para o sexto álbum de estúdio do Gorgoroth, Twilight of the Idols, lançado em 2003. No ano seguinte, King formou a banda de doom metal Sahg com Einar Selvik, baterista do Gorgoroth, e Thomas Tofthagen, da Audrey Horne.
Em 2005, Audrey Horne lançou seu álbum de estreia No Hay Banda e ganhou o Norwegian Spellemann Award na categoria 'Metal'. Sahg lançou seu primeiro álbum de estúdio, Sahg I, em 2006. King colaborou ainda com Einar Selvik na banda de black metal Jotunspor, lançando o álbum Gleipnirs Smeder no mesmo ano.
King compôs toda a música para o álbum Ad Majorem Sathanas Gloriam do Gorgoroth em 2006. O álbum foi indicado ao Spellemann Award na categoria 'Metal' no mesmo ano. Mais tarde em 2006, King juntou-se ao supergrupo norueguês I como baixista, ao lado de Abbath do Immortal, Arve Isdal do Enslaved e Audrey Horne, e o ex-baterista do Immortal, Armagedda. A banda lançou o álbum Between Two Worlds em 2006 e fez sua única apresentação no Hole in The Sky Festival em Bergen. King deixou temporariamente o Gorgoroth em junho de 2006, alegadamente devido a dificuldades com alguns aspectos ideológicos, mas posteriormente afirmou que a razão foi a insatisfação com a falta de contribuições de Infernus para a banda. Ele retornou ao Gorgoroth em 2007 a pedido de Gaahl e deixou a Audrey Horne ainda naquele ano para se concentrar no Gorgoroth.
Em setembro de 2007, King entrou com um pedido de marca registrada no Norwegian Industrial Property Office para o nome e logotipo do Gorgoroth. No mês seguinte, ele e o vocalista Gaahl tentaram demitir o membro fundador Infernus, iniciando uma disputa pelo nome Gorgoroth. As razões dadas para as ações da dupla foram alegações de que Infernus não tinha interesse em promover o Gorgoroth ou participar criativamente, além do comportamento abusivo e desrespeitoso do guitarrista em relação a promotores, membros de sessão e outros parceiros de trabalho, juntamente com a reivindicação de Gaahl e King de terem "definido criativamente" a banda ao longo dos últimos oito anos. King também citou sentir aversão a ser associado a Infernus durante e após o julgamento e condenação deste por estupro. Em 2008, o Gorgoroth lançou o álbum de vídeo Black Mass Krakow 2004, enquanto o Sahg lançou seu segundo álbum de estúdio, Sahg II. Gaahl e King excursionaram com o Gorgoroth naquele ano ao lado de uma nova formação composta por Teloch, Arve Isdal e Nicholas Barker do Cradle of Filth.
Após um julgamento pela propriedade do nome Gorgoroth em janeiro de 2009, o Oslo City District Court decidiu em março que o pedido de marca registrada de King não era válido e que Infernus era o legítimo proprietário do nome. Gaahl e King se excluíram da banda ao tentar demitir o guitarrista. Após o fim da disputa, King e Gaahl assumiram o nome God Seed. Após a decisão de Gaahl de se aposentar da música metal em julho de 2009, King dissolveu o God Seed e formou o Ov Hell com Shagrath do Dimmu Borgir. A música que ele havia escrito para o álbum de estreia do God Seed foi posteriormente usada no álbum The Underworld Regime do Ov Hell em 2010. Gaahl e King recriaram o God Seed em 2012 e lançaram o álbum I Begin no mesmo ano. Após a saída de Abbath do Immortal em 2015, King juntou-se ao frontman em sua banda homônima. A banda lançou seu álbum de estreia autointitulado em 2016. King deixou a banda em 2018 devido a divergências de opinião sobre os conceitos líricos de seu segundo álbum.

## Relação com a cena de metal e ideologia

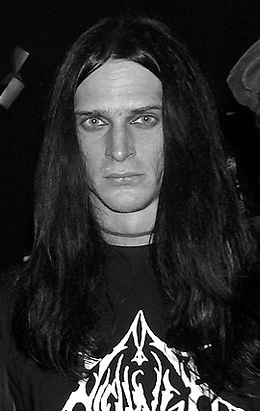
King ov Hell em 2007.

King fez parte de vários projetos e colaborações com outros membros da cena norueguesa de black metal ao longo de sua carreira. Ele está intimamente associado a Gaahl, com quem colaborou por muitos anos como membro do Gorgoroth e God Seed. King colaborou com Einar Selvik, do Wardruna, no Gorgoroth, Sahg e Jotunspor. Ele trabalhou com Abbath, do Immortal, no supergrupo I e na banda homônima do vocalista. King colaborou com Arve Isdal, guitarrista do Enslaved, no Audrey Horne e I, além de Gorgoroth, God Seed e Ov Hell, onde o guitarrista atuou como membro de turnê e de sessão.
King e Isdal também fizeram parte do supergrupo Temple Of The Black Moon, com o vocalista Dani Filth do Cradle of Filth, o guitarrista Rob Caggiano do Anthrax e Volbeat, o tecladista Gerlioz do Dimmu Borgir e o baterista John Tempesta do The Cult e White Zombie. A banda lançou uma faixa de demonstração e gravou um álbum intitulado Time to Prey. King colaborou com Teloch, do Mayhem, como membro do Gorgoroth, God Seed e Ov Hell. Frost, do Satyricon, contribuiu para os álbuns do Gorgoroth e Ov Hell, atuando como baterista de sessão. Durante a disputa pelo nome Gorgoroth, Anders Odden, do Cadaver e Satyricon, ajudou King a registrar a marca e testemunhou no julgamento subsequente de King e Gaahl. Segundo Gaahl, ele e King eram amigos do falecido Martin Eric Ain e Thomas Gabriel Fischer do Celtic Frost.
King chamou a atenção de vários detratores na cena de black metal durante a disputa pelo nome Gorgoroth. O guitarrista Tormentor deixou o Gorgoroth em 2002 devido a desentendimentos com King e testemunhou a favor de Infernus no julgamento dos direitos da marca. Fenriz, do Darkthrone, que também apoiou Infernus durante a disputa pelo nome, expressou desdém por King em várias entrevistas e em seu blog. Outro apoiador de Infernus, o guitarrista sueco Blackmoon, criticou anteriormente as visões satânicas de King.
Em uma entrevista de 2010 ao jornal norueguês Bergensavisen, King afirmou que não era satanista, apesar de ter afirmado ser em entrevistas anteriores, declarando em vez disso que "[nós] levamos a sério o que é sombrio na natureza e na mente humana" e que "[a] música, as imagens, as letras - tudo isso faz parte de uma expressão artística. Muitos acham provocativo e assustador, sim, mas para nós são apenas parábolas."

## Discografia

### ComGorgoroth

#### Álbuns de estúdio
- Incipit Satan (2000)
- Twilight of the Idols (2003)
- Ad Majorem Sathanas Gloriam (2006)

#### Álbuns ao vivo
- Black Mass Krakow 2004 (2008)

### ComAudrey Horne

#### Álbuns de estúdio
- No Hay Banda (2005)

#### EPs de estúdio
- Confessions & Alcohol (2005)

### ComSahg
- Sahg I (2006)
- Sahg II (2008)
- Sahg III (2010)

### ComI
- Between Two Worlds (2006)

### Com Jotunspor
- Gleipnirs smeder (2006)

### ComOv Hell
- The Underworld Regime (2010)

### ComGod Seed

#### Álbuns de estúdio
- I Begin (2012)

#### Álbuns ao vivo
- Live at Wacken (2012)

### ComAbbath
- Abbath (2016)